# 弗朗西斯·克罗泽
弗朗西斯·罗顿·莫伊拉·克罗泽（英語：Francis Rawdon Moira Crozier，/ˈkroʊʒər/，1796年8月16日—1848年4月26日）是一位英國海军军官，曾参加过六次北极和南极探险探险。他的名字取自他父亲的朋友，第二代莫伊拉伯爵弗朗西斯·罗顿。

## 早年生活
1796年9月17日，克罗泽出生在北爱尔兰班布里奇唐郡，在13个孩子中排列11，也是乔治·克罗泽律师（George Crozier）的第五个儿子。克罗泽与他的兄弟威廉和托马斯一道就读于本地学校，全家人一起居住在他父亲在1792年建造于班布里奇中心的埃文莫尔大宅（Avonmore House）。

## 海军生涯
克罗泽13岁时就志愿加入英国皇家海军，1810年6月服役于哈玛德律阿得号战舰（HMS Hamadryad）。1812年，他转至不列颠号战舰（HMS Hamadryad），并在1814年到访过皮特凯恩群岛，在那里他遇到了邦迪号战舰（HMS Bounty）上最后一名幸存的哗变者。1817年，他获得大副证书并在1818年随单桅纵帆船多特尔号（Dotterel）抵达了好望角。1821年，克罗泽自愿加入了海军上校威廉·帕里（William Parry）率狂怒号（HMS Fury）和赫克拉（HMS Hecla）臼炮舰寻找西北水道的第二次远航考察。当1824年他与帕里返回北极地区时，狂怒号在萨默塞特岛损毁。1826年克罗泽晋升为上尉（Lieutenant）军衔，1827年又他参加了帕里不成功的北极点远征。在历次探险中，克罗泽与探险家詹姆斯·克拉克·罗斯成为了挚友和知己。由于他在随帕里三次探险中进行了有价值的天文学和磁学研究，1827年，被吸收为英国皇家天文学会院士。1831年他被任命为斯塔格号（HMS Stag）护卫舰舰长，葡萄牙内战期间巡游在该国海岸附近。1835年，克罗泽作为詹姆斯·克拉克·罗斯的副手驾驶科夫号（Cove）赴北极帮助搜寻12艘失踪的英国捕鲸船，到1837年，克罗泽被任命为中校（Commander）。

## 南极探险

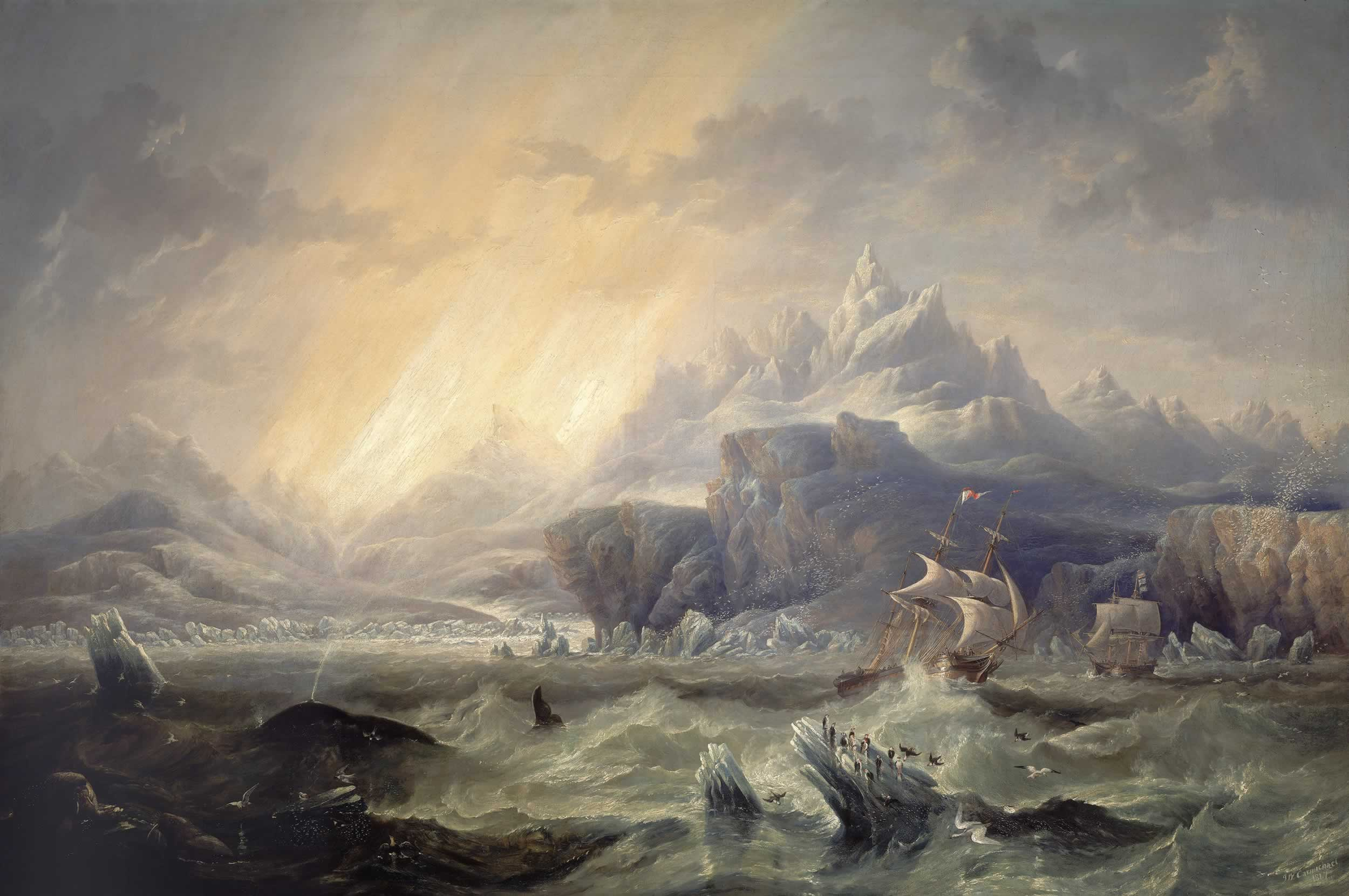
航行在北极对幽冥号和惊恐号，1847年约翰·威尔逊·卡迈克尔创作。

1839年，克罗泽再次作为詹姆斯·克拉克·罗斯的副手，率幽冥号（HMS Erebus）和惊恐号（HMS Terror）远赴南极大陆开始为期4年的探险。克罗泽负责指挥惊恐号，并在1841年被任命为上校（Captain）。幽冥号和惊恐号于1843年返回英国，此次考察船队最大程度地深入南极浮冰内，发现了包括罗斯海、罗斯岛、埃里伯斯火山及罗斯冰架等大部分内陆区。
1843年，为表彰克罗泽对磁学的出色研究，他被选入为皇家学会会员。

## 西北航道探险
1845年，他担任惊恐号船长参加了约翰·富兰克林爵士组织的西北航道探险。1847年6月在富兰克林去世后，他接管了考察队，但在1859年利奥波德·麦克林托克带领的另一支探险队在威廉王岛上发现了他和考察队幽冥号船长詹姆斯·菲茨詹姆斯（James Fitzjames （页面存档备份，存于））的日记前，他和整个探险队的命运仍然是个谜。写于1848年4月25日的日记显示：困于冰中的船舰已被抛弃，包括约翰·富兰克林在内的9名军官和15名船员已死亡，幸存者们正准备于4月26日赶往加拿大大陆的巴克河（Back's Fish River）。在此之后，还出现了一些未经证实的因纽特人报告：1852年和1858年曾在贝克湖以南约400公里（250英里）的地方看到过克罗泽和另一名探险队员。1948年,加拿大作家和环境保护者法利·莫沃特发现了一座很古老，但不是标准爱斯基摩人样式的石冢，里面有一具带燕尾榫的硬木盒碎片。麦克林托克和后来的研究者曾在比奇岛（Beechey Island）、威廉王岛及加拿大大陆北岸找到了探险队的遗物、坟墓和队员遗骸，但没有发现幸存者。

## 遗产

### 悼念

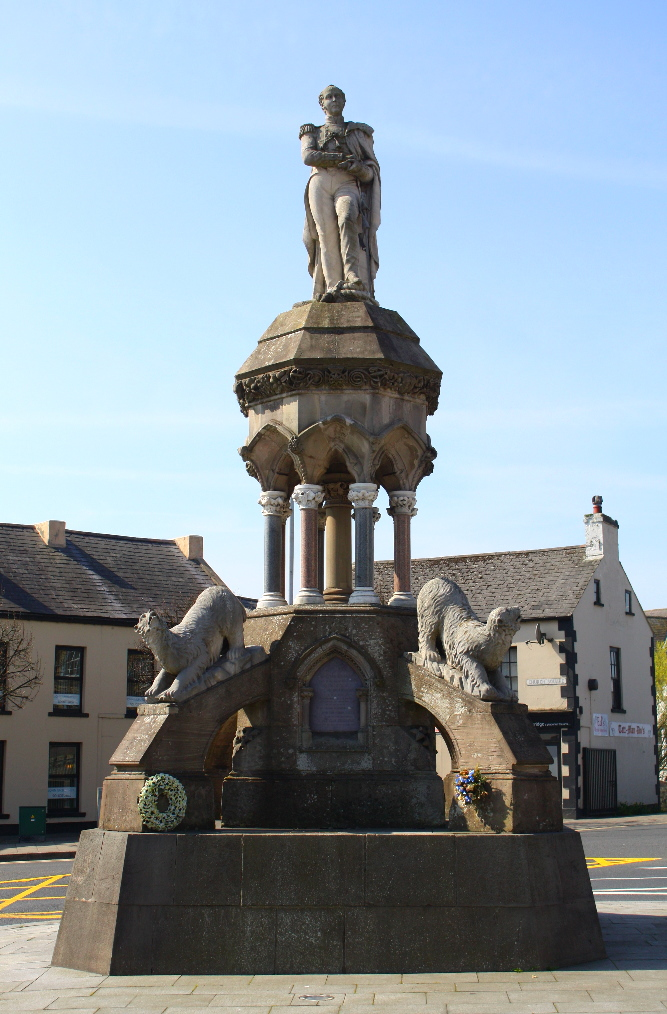
位于班布里奇的弗朗西斯·克罗泽纪念碑

2008年1月，北爱尔兰班布里奇克罗泽的家乡，举办了一场包括在三位一体教堂进行纪念和祈祷仪式的纪念活动。克罗泽和探险队军官及参与寻访者的后人们、班布里奇市议会主席、包括迈克尔·史密斯（Michael Smith）、拉塞尔·波特（Russell Potter）在内的数位北极历史学家共100多人出席了此次活动。

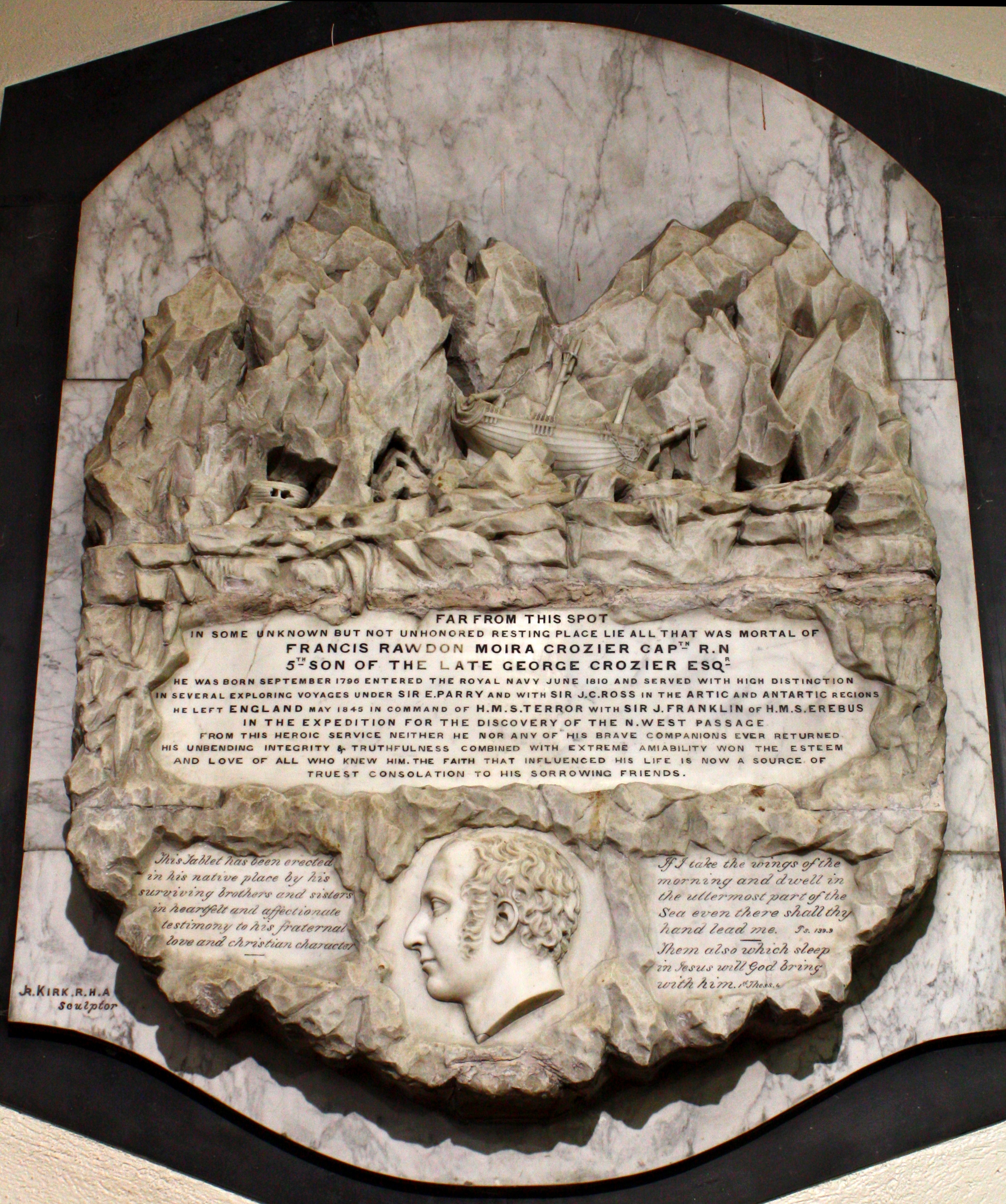
班布里奇锡帕特里克教堂中的弗朗西斯·克罗泽纪念碑

1858年，根据议会决议，在伦敦格林尼治医院的皇家海军学院竖立了一块纪念约翰·富兰克林爵士及克罗泽等队员的纪念碑。1937年，该纪念碑被移至格林威治皇家海军学院礼拜堂，2009年晚又重新竖立在前大学入口处。2009年10月29日感恩节上，极地旅行者们和约翰·富兰克林爵士及克罗泽上尉的后人们为他们举行庆贺活动。

### 命名
以克罗泽命名的地名包括：
- 南极洲罗斯岛东面的克罗泽海角；
- 加拿大北极威廉王岛西侧的克罗泽岬；
- 位于加拿大北极班克斯岛慈悲湾西入海口的克罗泽岬；
- 加拿大北极康沃利斯岛和巴瑟斯特岛之间的克罗泽海峡；
- 加拿大北极弗里和赫克拉海峡附近发现的克罗泽河；
- 位于挪威北极区的斯匹次卑尔根岛上的克罗泽点；
- 加拿大北极班克斯岛以北的克罗泽海峡；
- 位于格陵兰和埃尔斯米尔岛间肯尼迪海峡中的克罗泽岛；
- 位于月球正面南纬13.5°、东经50.8°的克罗兹陨石坑。

## 舰船的发现
2014年，维多利亚海峡考察队在靠近努纳武特（Nunavut）威廉王岛毛德皇后湾中的哈纳岛（Hat Island）上发现了两件遗物：刻有两支皇家海军弓箭标志的部分吊船支架和一件木制品，可能是一块甲板链孔塞，船上的锚链通过铁管降落到下面的锚链舱中，应为当时富兰克林其中一艘船上的物品，保存完好。在位于奥赖利岛（O'Reilly Island）以西，毛德皇后湾东部海底发现了一艘沉船 ，该残骸已被证实是探险队旗舰-幽冥号。2016年，在威廉王岛以南的惊恐湾海底又发现了一艘与惊恐号描述相符合的船骸。

## 流行文化
在2007年丹·西蒙斯的暢銷小說《極地惡靈》中，克罗泽为小说中的主角，小說後來被AMC改編成電視劇《極地惡靈》，在2018年播放，由傑瑞德·哈里斯飾演克羅澤；他也是多米尼克·福捷（Dominique Fortier）2009年曾入围总督奖的小说《Du bon usage des étoiles》的叙述者之一。

## 另请参阅
- 欧美航海科考

## 备注
1. 1 2  Smith, Michael. . Collins Press. 2006. ISBN 1-905172-09-5.
2. ↑  Smith, Michael. . Collins Press. 2010. ISBN 978-1-848-89023-7.
3. ↑  Paine, Lincoln P. . Houghton Mifflin. 2000: 139–140  [2017-11-11]. ISBN 0-395-98415-7. （原始内容存档于2017-03-16）.
4. ↑  Ross, James Ross.  2. London: John Murray. 1847.
5. ↑   (PDF). The Royal Society.   [2017-06-08]. （原始内容存档 (PDF)于2019-02-02）.
6. ↑  Savours, Ann. . New York: St. Martin's Press. 1999: 291–93. ISBN 0-312-22372-2.
7. ↑  Woodman, David C. . Montreal: McGill-Queen's University Press. 1992: 317. ISBN 0-7735-0936-4. Note: Woodman was unable to track down the origin of these Inuit reports, and the builder and origins of the cairn found by Mowat are unknown.
8. ↑  .   [2017-11-11]. （原始内容存档于2012-03-06）.
9. ↑  .   [2017-11-11]. （原始内容存档于2012-03-01）.
10. ↑  . pc.gc.ca. （原始内容存档于2015-10-04）.
11. ↑  . CBC.   [2014-09-09]. （原始内容存档于2014-10-06）.
12. ↑  . Daily Motion. 2014-09-09  [2017-11-11]. （原始内容存档于2016-09-18）.
13. ↑  . CBC. 2014-09-09  [2014-09-09]. （原始内容存档于2014-09-09）.
14. ↑  Chase, Steven. . The Globe and Mail (Ottawa). 2014-09-09  [2014-09-10]. （原始内容存档于2017-02-10）.
15. ↑  . pc.gc.ca. （原始内容存档于2015-09-24）.
16. ↑  Watson, Paul. . The Guardian.   [2016-09-12]. （原始内容存档于2016-09-13）.
17. ↑  Fortier, Dominique. . Québec: Éditions Alto. 2008. ISBN 978-2-923550-15-2. （原始内容存档于2011-09-20）.